# Variations en fa mineur de Joseph Haydn
Les Variations en fa mineur ou Andante con variazioni « Un picolo divertimento » Hob XVII/6 est une œuvre pour clavier de Joseph Haydn écrite en 1793.
Son écriture survient peu après le décès de son amie et élève Marianne von Genziger. Haydn projetait initialement que cela soit le premier mouvement d'une sonate, projet non abouti. L'œuvre repose sur deux thèmes issus de son opéra L'anima del filosofo (l'âme du philosophe).
Son exécution demande environ un quart d'heure.